# Landgoed de Berenkuil

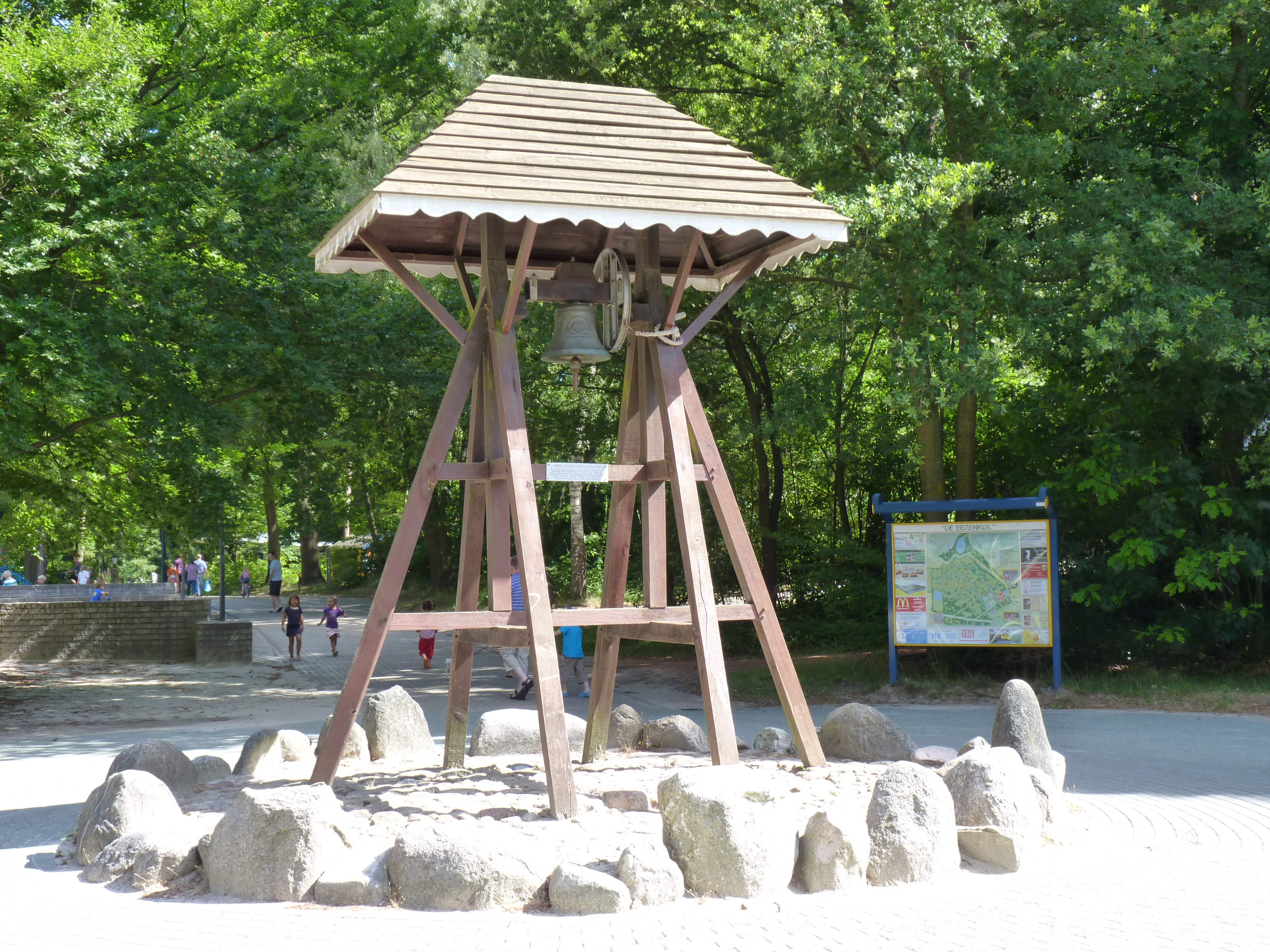
Klokkenstoel (2010)

Landgoed De Berenkuil, ook wel de Berenkuil, is een camping gelegen in het Nederlandse dorp Grolloo, provincie Drenthe. De camping telt in totaal 460 kampeerplekken en 35 huuraccommodaties. Op het terrein staan ook verschillende stacaravans. Er is ruimte voor circa 2000 gasten. De Berenkuil is 55 hectare groot en ligt in het Nationaal Park Drentsche Aa.
De Berenkuil werd in de jaren 50 van de 20e eeuw opgezet door de gemeenten Groningen, Hoogezand-Sappemeer, Veendam en Rolde. Doel was om de eigen inwoners een goedkope recreatiemogelijkheid te bieden. Vanwege teruglopende resultaten besloten de gemeenten om zich in 1973 uit de camping terug te trekken, waarna de stichting werd opgeheven.  Hielke Zingstra, eigenaar van de Assense camping Witterzomer, nam de Berenkuil over. In 1988 kwam het beheer in handen van zijn dochter Tienke en haar echtgenoot Niekus Veenstra. Per 2016 heeft hun oudste zoon Sanne Veenstra samen met zijn vrouw Hiske De Berenkuil overgenomen.
In 1991 werd de camping door ANWB-leden uitgeroepen tot 'Camping van het jaar 1991'.
In 2018, 2019, 2020 en 2021 kreeg de camping door de ANWB de titel topcamping.